# 梅田家住宅 (犬山市)
梅田家住宅（うめだけじゅうたく）は、愛知県犬山市大字犬山字東古券にある登録有形文化財。

## 文化財
- 主屋[WEB 1]

江戸時代末期の建築。木造2階建、瓦葺、建築面積162平方メートル。2004年（平成16年）8月23日、登録有形文化財として登録される。
- 倉庫[WEB 2]

昭和初期の建築。木造2階建、瓦葺、建築面積111平方メートル。2004年（平成16年）8月23日、登録有形文化財として登録される。
- 高塀[WEB 3]

昭和初期の建築。木造、瓦葺、延長9.1メートル。2004年（平成16年）8月23日、登録有形文化財として登録される。

## 現地情報
所在地
- 愛知県犬山市大字犬山字東古券506[WEB 1]

### WEB
1. 1 2 3 4 5 6 7  “梅田家住宅主屋”. 国指定文化財等データベース.   文化庁. 2024年9月16日閲覧。
2. 1 2 3 4 5  “梅田家住宅倉庫”. 国指定文化財等データベース.   文化庁. 2024年9月16日閲覧。
3. 1 2 3 4 5  “梅田家住宅高塀”. 国指定文化財等データベース.   文化庁. 2024年9月16日閲覧。